# Alex (Fußballspieler, März 1982)
Alex (* 25. März 1982 in Cornélio Procópio; bürgerlich Alexandre Raphael Meschini) ist ein brasilianischer ehemaliger Fußballspieler. Er war bekannt für seine Sicherheit bei Elfmetern und seine präzisen Weitschüsse.

## Karriere
Alexandre „Alex“ Meschini wechselte März 2004 für umgerechnet ca. 500.000 Euro vom Guarani FC zu SC Internacional, wo er einen Vierjahresvertrag unterschrieb. Von dort wurde er Februar 2009 für fünf Millionen Euro zu Spartak Moskau transferiert. Sein Vertrag lief bis Dezember 2013 .

## Nationalmannschaft
Am 12. Oktober 2008 wurde Alex im Spiel gegen Venezuela (4:0) in der 71. Minute für Kaká eingewechselt. Es folgte nur noch ein achtminütiger Einsatz bei einem Freundschaftsspiel gegen Portugal (6:2).

## Erfolge
- Staatsmeisterschaft von Rio Grande do Sul – Gewinner: 2004, 2005, 2008
- Copa Libertadores: 2006, 2012
- Copa Sudamericana – Gewinner: 2006
- FIFA-Klub-Weltmeisterschaft – Sieger: 2006
- Recopa Sudamericana – Sieger: 2007
- Dubai Cup – Sieger: 2008
- Premjer-Liga – 2. Platz: 2009